# Грабарје (Кутјево)
Грабарје је насељено место у саставу града Кутјева, у западној Славонији, Република Хрватска.

## Историја
До нове територијалне организације налазило се у саставу бивше велике општине Славонска Пожега.

## Становништво
На попису становништва 2011. године, Грабарје је имало 490 становника.

## Попис1991.
На попису становништва 1991. године, насељено место Грабарје је имало 556 становника, следећег националног састава:
| Попис 1991.‍  | Попис 1991.‍  | Попис 1991.‍ | Попис 1991.‍ | Попис 1991.‍ |
| ------------ | ------------ | ----------- | ----------- | ----------- |
|              |              |             |             |             |
| Хрвати       | Хрвати       |             | 527         | 94,78%      |
| Словаци      | Словаци      |             | 7           | 1,25%       |
| Срби         | Срби         |             | 6           | 1,07%       |
| Југословени  | Југословени  |             | 2           | 0,35%       |
| Италијани    | Италијани    |             | 1           | 0,17%       |
| неопредељени | неопредељени |             | 1           | 0,17%       |
| непознато    | непознато    |             | 12          | 2,15%       |
| укупно: 556  |              |             |             |             |